# Aleuritopteris ebenipes
Aleuritopteris ebenipes är en kantbräkenväxtart som beskrevs av Xian Chun Zhang. Aleuritopteris ebenipes ingår i släktet Aleuritopteris och familjen Pteridaceae. Inga underarter finns listade.